# 순열사
순열사(巡閱使)는 근대 한자문화권의 관직명이다. 한반도의 대한제국과 중화민국 북양정부 시절에 사용되었다. "순열"이란 "돌아다니며(巡)" "검열한다(閱)"는 뜻이다.

## 한국
1900년 3월 원수부 관제를 신설할 때 설치되었다. 군대의 군기, 교육, 영양 등을 감사하는 역할을 했다. 순열사와 순열부사가 있었다. 1904년 일본 제국이 원수부를 무력화할 때 같이 폐지되었다.

## 중국
중화민국에서 순열사 직위는 주요 군벌들에게 주어졌다. 대부분 순열사 직함은 이름뿐인 것이었고, 순열사들의 권세는 순열사 직위에서 나오는 것이 아니라 그 직위를 가진 군벌 각자의 실력에 따라 결정되었다. 1924년 12월 11일까지 모두 폐지되었다.
장강순열사(长江巡阅使): 1920년 10월 2일 소환감순열사로 개칭.
1. 탄런펑 (1912년 11월 27일-1913년 8월 10일)
2. 장쉰 (1913년 12월 16일-1917년 7월 8일)
3. 니시충 (1917년 9월 8일-1920년 8월 16일)
4. 리춘 (1920년 9월 16일-1920년 10월 2일)

- 장강순열부사(长江巡阅副使)
  1. 니시충 (1916년 4월 10일-1917년 9월 8일)
  2. 왕팅전 (1917년 9월 8일-1919년 12월 26일)

소환감순열사(苏皖赣巡阅使): 소는 강소성, 환은 안휘성, 감은 강서성을 의미한다.
1. 리춘 (1920년 10월 2일-1920년 10월 12일)
2. 왕시전 (1920년 12월 3일-1921년 1월 7일)
3. 치셰위안 (1923년 11월 11일-1924년 12월 11일)

- 소환감순열부사(苏皖赣巡阅副使)
  1. 치셰위안 (1920년 10월 2일-1921년 1월 7일)

남양순열사(南洋巡阅使)
1. 류관슝 (1913년 8월 14일-1914년 9월 20일)

- 남양순열부사(南洋巡阅副使)
  1. 뢰진춘 (1913년 8월 14일- )

해강순열사(海疆巡阅使)
1. 사전빙 (1917년 7월 15일-1917년 12월 21일)
2. 류관슝 (1922년 4월 3일-1923년 11월 26일)

월민순열사(粤闽巡阅使)
1. 사전빙 (1916년 8월 11일- )

양광순열사(两广巡阅使): 양광이란 광동성, 광서성을 의미한다.
1. 루룽팅 (1917년 4월 10일-1917년 11월 8일)
2. 룽지광 (1917년 11월 8일-1918년 5월 10일)

동삼성순열사(东三省巡阅使): 1922년 폐지되었다가 재설치, 1924년 재폐지.
1. 장작림 (1918년 9월 8일-1922년 5월 10일; ?-1924년 12월 11일)

직노예순열사(直鲁豫巡阅使): 1920년 천월상공사성경략사를 개칭. 1924년 폐지.
1. 차오쿤 (1920년 8월 20일-1923년 10월 10일)
2. 우페이푸 (1923년 11월 11일-1924년 10월 24일)

- 직노예순열부사(直鲁豫巡阅副使)
  1. 우페이푸 (1920년 9월 2일-1921년 8월 9일)
  2. 왕청빈 (1923년 11월 11일-1924년 11월 11일)

양호순열사(两湖巡阅使): 양호란 호남성, 호북성을 의미한다.
1. 왕잔위안 (1920년 6월 13일-1921년 8월 9일)
2. 우페이푸 (1921년 8월 9일-1923년 11월 11일)
3. 샤오야오난 (1923년 11월 11일-1925년 2월 14일)

열찰수순열사(热察绥巡阅使): 열은 열하성, 찰은 찰합이성, 수는 수원성을 의미한다.
1. 왕회경 (1922년 5월 29일-1924년 7월 1일)

민절순열사(闽浙巡阅使): 민은 복건성, 절은 절강성을 의미한다. 1925년 오성연군총사령(五省联军总司令)으로 개칭.
1. 쑨촨팡 (1924년 9월 20일-1925년 10월 15일)

## 참고 자료
- 中国第二历史档案馆 编，中华民国史档案资料汇编 第3辑：军事（一），南京：江苏人民出版社，1979年，第82页
- 钱实甫 编，北洋政府职官年表，上海：华东师范大学出版社，1994年